# Platysternus
Platysternus is een kevergeslacht uit de familie van de boktorren (Cerambycidae). De wetenschappelijke naam van het geslacht werd voor het eerst geldig gepubliceerd in 1835 door Dejean.

## Soorten
Platysternus is monotypisch en omvat slechts de volgende soort:
- Platysternus hebraeus (Fabricius, 1781)